# Veroli
Veroli ist eine italienische Stadt in der Provinz Frosinone in der Region Latium mit 19.543 Einwohnern (Stand 31. Dezember 2023). Sie liegt 93 km östlich von Rom und 13 km nordöstlich von Frosinone.

## Geographie
Die Altstadt von Veroli mit ca. 3500 Einwohnern liegt auf einem Höhenzug zwischen den Tälern des Sacco und des Liri. Das Gemeindegebiet erstreckt sich vom Hügelland der Ciociaria bis zu den Monti Ernici, wo es mit dem Monte del Passeggio (2066 m) seinen höchsten Punkt hat. Veroli ist Mitglied der Comunità Montana Monti Ernici. Die meisten Einwohner wohnen im Tal zwischen der Altstadt und Casamari in den Stadtteilen entlang der Strada Statale 214.
Die Stadtteile sind: Casamari, Case Campoli-Panetta, Castelmassimo, Colleberardi, Catropagno, Giglio, San Giuseppe le Prata, Santa Francesca, Sant’Angelo in Villa, Scifelli

## Geschichte
Das antike Verŭlae war seit dem 8. Jahrhundert v. Chr. eine wichtige Stadt der Herniker. Sie war eng mit Rom verbunden und ging bald im entstehenden Römischen Reich auf. Im Gebiet der heutigen Gemeinde lag auch die antike Stadt Cereatae.
Seit dem 4. Jahrhundert ist eine christliche Gemeinde nachgewiesen und 743 wurde Veroli Bischofssitz. 877 wurde es von den Sarazenen geplündert.
Im Streit zwischen Gregor IX. und Friedrich II. stellte sich Veroli an die Seite des Papstes und blieb auch danach eng mit dem Vatikan verbunden. 1350 wurde die Stadt von einem Erdbeben stark zerstört.
Im Krieg Karls V. gegen Heinrich II. von Frankreich und Papst Paul IV., der sich mit den Franzosen verbündet hatte, eroberten spanische Truppen unter dem Befehl des Herzogs von Alba, der seinerseits von den Colonna unterstützt wurde, 1556 Veroli. Doch danach wurden die Verbindungen zum Papst wiederhergestellt, und die Stadt wurde von Kardinälen regiert. 1870 kam die Stadt mit dem Kirchenstaat zum Königreich Italien und 1927 zur neu gegründeten Provinz Frosinone.

## Bevölkerungsentwicklung
| Jahr      | 1881   | 1901   | 1921   | 1936   | 1951   | 1971   | 1991   | 2001   |
| --------- | ------ | ------ | ------ | ------ | ------ | ------ | ------ | ------ |
| Einwohner | 10.814 | 12.655 | 15.527 | 18.258 | 20.927 | 16.653 | 19.229 | 19.818 |

Quelle: ISTAT

## Politik
Giuseppe D’Onorio (Mitte-links-Bündnis) wurde im Juni 2004 zum Bürgermeister gewählt und 2009 im Amt bestätigt. Sein Mitte-links-Bündnis stellt auch mit 14 von 20 Sitzen die Mehrheit im Gemeinderat. Seit der Kommunalwahl vom 24. Mai 2014 ist Simone Cretaro (PSI) neuer Bürgermeister.

### Städtepartnerschaften
- Bruck an der Mur, Österreich
- Issoire, Frankreich

## Sehenswürdigkeiten
Die historische Altstadt teilt sich in drei Teile. San Leucio erstreckt sich im Norden bis zum gleichnamigen Felsen. Der mittlere Stadtteil um die Kathedrale hat viele Adelspaläste. Der untere Stadtteil Santa Croce ist durch seine steilen, engen Gassen geprägt.
- Die Kathedrale Sant‘Andrea aus dem 12. Jahrhundert wurde über dem Haupttempel von Verulae erbaut. Unter den zahlreichen Kirchenschätzen befinden sich auch ein silbernes Reliquiar von 1291 mit einem Stück des Heiligen Kreuzes und eine Silberbüste aus dem 13. Jahrhundert, die den Kopf der Heiligen Salome enthält. Bis 1861 wurde in der Kathedrale das sogenannte Veroli-Kästchen aufbewahrt.
- Das Museo delle Erbe (Kräutermuseum) zeigt 850 Pflanzen, vor allem aus den Monti Ernici.
- Einige Kilometer östlich der Altstadt steht das bedeutende Zisterzienserkloster Casamari, das über den Ruinen der antiken Stadt Cereatae errichtet wurde.

## Söhne und Töchter der Stadt
- Gaius Marius (* 156 v. Chr.; † 13. Januar 86 v. Chr.) in Cereatae, römischer Feldherr
- Aonio Paleario (* 1503; † 3. Juli 1570), Humanist, Rhetoriker und Reformator
- Anna Felice Viti (* 10. Februar 1827; † 20. November 1922), Selige der katholischen Kirche
- Gaetano Bisleti (* 20. März 1856; † 30. August 1937), Kurienkardinal
- Bernardo Fabio D’Onorio (* 20. August 1940), Benediktinerabt und Erzbischof von Gaeta